# Coat of Charms
Coat of Charms è il settantesimo album in studio del chitarrista statunitense Buckethead, pubblicato l'11 dicembre 2013 dalla Hatboxghost Music.

## Descrizione
Quarantesimo disco appartenente alla serie "Buckethead Pikes", Coat of Charms contiene otto tracce, di cui sei formano una suite di quasi 18 minuti.

## Tracce
Musiche di Buckethead.
1. Hall of Aluminum – 3:13
2. Coat of Charms – 8:34
3. Jettison Part 1 – 4:31
4. Jettison Part 2 – 2:29
5. Jettison Part 3 – 2:29
6. Jettison Part 4 – 2:41
7. Jettison Part 5 – 3:20
8. Jettison Part 6 – 2:21

## Formazione
- Buckethead – chitarra, basso, programmazione